# Nothrotheriidae
A família Nothrotheriidae é uma das famílias das preguiças-gigantes ou preguiças-terrícolas, um grupo de mamíferos pré-históricos que habitaram as Américas. Em conjunto com diversos outros animais compunham a megafauna do continente. Viveram entre 17.5M - 10.000 anos atrás. Previamente eram posicionados na família Megatheriidae, agora são sua própria família. E embora fossem menores que esses seus parentes, suas garras ainda eram uma efetiva forma de defesa contra predadores, como nas preguiças e tamanduás modernos
Havia um gênero de preguiças semi-aquáticas nos Nothroriidae, os Thalassocnus.